# Vladimir Nabokov
Vladimir Vladimirovič Nabokov (in russo Владимир Владимирович Набоков?; IPA: [vlɐˈdʲimʲɪr vlɐˈdʲimʲɪrəvʲɪtɕ nɐˈbokəf] ; San Pietroburgo, 22 aprile 1899 – Montreux, 2 luglio 1977) è stato uno scrittore, saggista, critico letterario, entomologo, drammaturgo e poeta russo naturalizzato statunitense.
Benché universalmente noto per il suo Lolita (1955), scritto in inglese e base per l'omonimo film del 1962 di Stanley Kubrick, Nabokov vanta anche una considerevole produzione in russo; la sua narrativa spazia su varie tematiche, quali la frammentazione sociale, l'ossessione del sesso e la distopia, mentre in ambito saggistico scrisse di entomologia e di scacchi, dei quali era teorico prima ancora che giocatore.

## Biografia

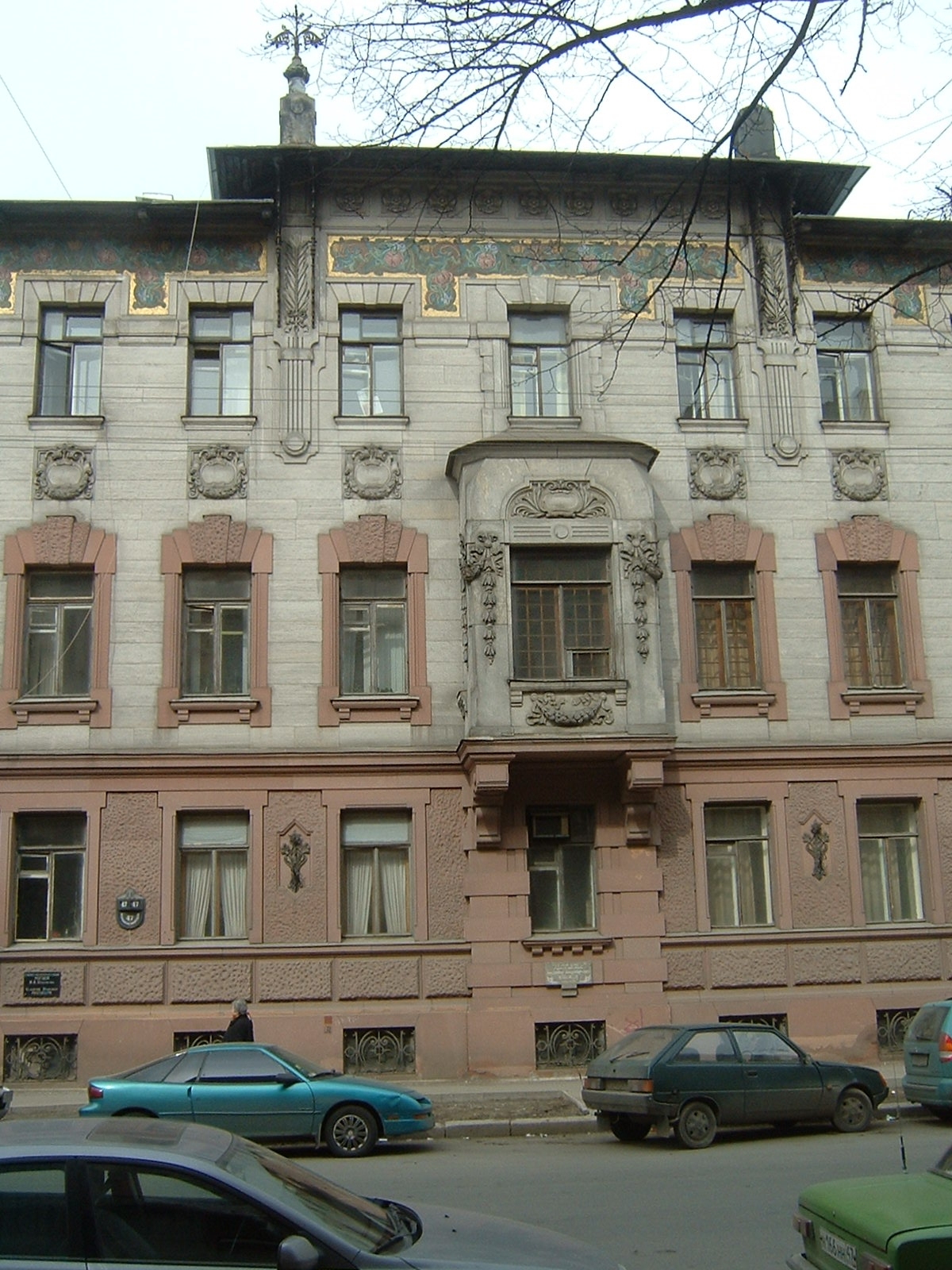
La casa natale di Nabokov a San Pietroburgo, ora sede del Museo Letterario.

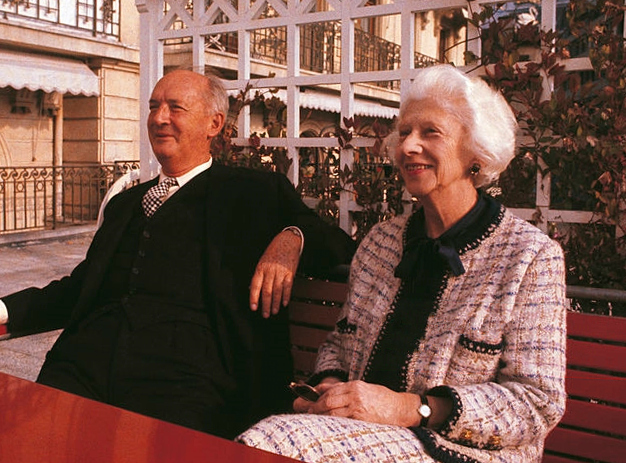
Nabokov e la moglie Vera nel 1969

Figlio di Vladimir Dmitrievič Nabokov, noto politico che finì assassinato da Sergej Taborickij durante un attentato contro Pavel Milyukov, ed Elena Ivanovna Rukavišnikova, nacque da una nobile famiglia russa a San Pietroburgo, dove trascorse l'infanzia e la giovinezza in una casa che ora ospita un museo dedicato allo scrittore. Poiché in famiglia si parlavano correntemente sia il russo sia l'inglese sia il francese, fin dalla sua più tenera età Nabokov fu in grado di comprendere e parlare queste lingue, come narra nella sua autobiografia Parla, ricordo. I Nabokov lasciarono la Russia dopo la rivoluzione del 1917 per recarsi in una tenuta di alcuni amici in Crimea, dove rimasero per un anno e mezzo. A seguito della disfatta dell'Armata Bianca in Crimea, abbandonarono definitivamente la Russia e si trasferirono in Occidente, in Gran Bretagna.
Nel 1922 completò gli studi di slavo e di lingue romanze al Trinity College dell'Università di Cambridge. Si trasferì quindi a Berlino, dove il padre venne assassinato il 28 di marzo, e poi a Parigi, acquistando una sempre maggiore notorietà nell'ambiente dei russi emigrati, grazie ai suoi primi scritti in russo, pubblicati sotto lo pseudonimo di Sirin. Nel 1925 sposò Vera Slonim, dalla quale ebbe nel 1934 un bambino di nome Dmitri. Nabokov era sinestesico, caratteristica di cui descrive i diversi aspetti in molte sue opere. Nella sua raccolta di interviste e saggi Strong Opinions (Intransigenze), egli nota che anche la moglie e il figlio erano sinesteti, poiché associavano colori particolari a determinate lettere.
Nel 1940 si trasferì negli Stati Uniti e nel 1945 prese la cittadinanza statunitense. Da quel momento egli scrisse in inglese e tradusse in questa lingua alcune delle sue opere precedenti. Insegnò letteratura russa per undici anni presso l'Università Cornell di Ithaca, dove tenne anche un corso di scrittura creativa (seguito nel 1959 da Thomas Pynchon) e negli ultimi anni visse in Svizzera, a Montreux, dove alternò la sua attività letteraria con quella delle appassionate ricerche di entomologo. Morì a Montreux in Svizzera nel 1977.

### La prima produzione: l'ibrido culturale
Iniziò scrivendo liriche di stampo simbolista e nel 1926 uscì il suo primo romanzo dal titolo Mašen'ka (Maria) al quale seguì, nel 1928, Re, donna, fante che vuol essere una parodia del romanzo tradizionale.
Nel 1929 pubblicò una storia sugli scacchi, argomento prediletto da Nabokov, ricco di metafore, dal titolo La difesa di Lužin al quale fecero seguito L'occhio nel 1930 che narra, in stile pirandelliano, la vicenda di un russo emigrato a Berlino. Nel 1932 pubblica, sulla falsariga di un poliziesco, Camera oscura; nel 1933 un romanzo dal tono enigmatico, Gloria; nel 1935 Invito a una decapitazione, di tono affine ad alcuni dei racconti kafkiani. Tuttavia nel 1959, nella prefazione alla nuova edizione statunitense del romanzo, Nabokov afferma che a quei tempi addirittura ignorava l'esistenza del grande autore che sarebbe poi divenuto uno dei suoi punti di riferimento. È da sottolineare come l'edizione che leggiamo oggi di Invito a una decapitazione non sia l'opera edita in russo nel '35, bensì la traduzione, con diversi ritocchi stilistici e anche contenutistici, che l'autore fece, insieme a suo figlio, per il mercato statunitense appunto nel 1959.
In questi romanzi si avverte l'ibrida cultura di Nabokov che ripropone i temi della letteratura russa, come quello dello sdoppiamento esistenziale di Dostoevskij e del grottesco di Gogol', fondendoli con le nuove forme che, tra le due guerre, stavano rivoluzionando l'idea stessa del romanzo.

### La seconda produzione: la nuova realtà sociale
Un ulteriore approfondimento della già intensa ricerca formale di Nabokov, si ebbe con il passaggio alla lingua inglese e soprattutto con il contatto della diversa realtà sociale che lo scrittore si trova ad affrontare dal 1940 vivendo negli Stati Uniti d'America.
La frammentazione dell'identità individuale nella società contemporanea diventerà il tema fondamentale della narrativa di Nabokov dando luogo alla scrittura di romanzi come La vera vita di Sebastian Knight (The real life of Sebastian Knight) nel 1941, I bastardi (Bend Sinister) nel 1949 e in seguito i romanzi di vita statunitense.

### I romanzi di vita statunitense

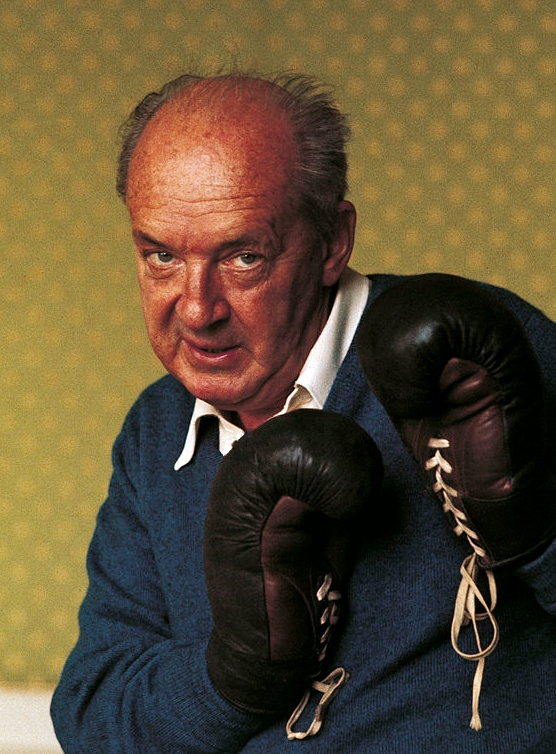
Nabokov posa come un pugile, fotografia di Giuseppe Pino per Mondadori (anni 1960), archivio Getty Images

Nel 1955 venne pubblicato con grande successo il romanzo Lolita che fece conoscere Nabokov ad un pubblico mondiale, offrendo una perfetta immagine "interna" degli USA, con i suoi miti e le sue ossessioni, soprattutto il sesso.
Il romanzo ebbe molta influenza sugli stessi narratori statunitensi della nuova generazione e, in modo particolare, su John Barth.
Riguardo alla genesi del libro, alle critiche e alle censure intentate al romanzo per il suo tema scabroso, nel 1956 Nabokov scrisse una postfazione intitolandola Note su un libro chiamato Lolita, da allora allegata a ogni edizione del romanzo nella quale spiega la genesi del libro, le vicissitudini occorse per stamparlo; l'autore conclude riferendosi alla propria madrelingua abbandonata nel 1940, quando emigrò negli Stati Uniti. La prima versione in russo fu tradotta dallo stesso Nabokov: apparve da Phaedra a New York nel 1967; l'autore vi inserì un poscritto in cui indaga ulteriormente il rapporto con la lingua russa.
Nabokov afferma nello scritto del 1956 di aver realizzato il romanzo secondo i canoni dell'arte pura o "arte per l'arte", uniformando quindi la propria poetica ai canoni dell'estetismo: 
(Vladimir Nabokov, Postfazione a Lolita, presente nell'edizione Adelphi)
Dopo Pnin del 1957, che esplorava in modo ironico la realtà dei college statunitensi, lo scrittore riprende il tema producendo, nel 1962, una delle sue opere formalmente più mature, Fuoco pallido (Pale fire).
Segue, nel 1969, Ada o ardore (Ada or ardor: A family chronicle) che offre una suggestiva sintesi dell'arte di Nabokov. Ritornano in questo romanzo, stravolti da una scrittura ironica, tutti i temi dello scrittore: l'ambigua duplicità della realtà, la passione del gioco, del puzzle, l'ossessione del sesso.

### I racconti e gli ultimi romanzi
Tra i racconti vanno citati quelli raccolti in Nabokov's Dozen del 1958 e in Nabokov's Quartet del 1967 mentre tra i romanzi più tardi Cose trasparenti (Transparent Things) del 1973, Guarda gli arlecchini! (Look at the Arlequins!) del 1974 e Parla, ricordo (Speak, Memory) del 1967 che è la ricerca autobiografica del passato russo cancellato dalla storia.

### I saggi critici e le traduzioni
Nabokov fu anche un eccellente critico di letteratura russa e a lui dobbiamo il bellissimo saggio su Nikolaj Gogol' del 1944. Altri saggi e conferenze su scrittori europei dell'Ottocento e del Novecento sono stati raccolti postumi nel 1980 in Lezioni di letteratura, Lezioni di letteratura russa e Lezioni sul Don Chisciotte.
Tra le traduzioni si ricordano quella commentata dell'Evgenij Onegin di Puškin e di Un eroe del nostro tempo di Lermontov (dal russo all'inglese) o Le avventure di Alice nel Paese delle Meraviglie di Lewis Carroll (dall'inglese al russo).

### Nabokov e l'entomologia

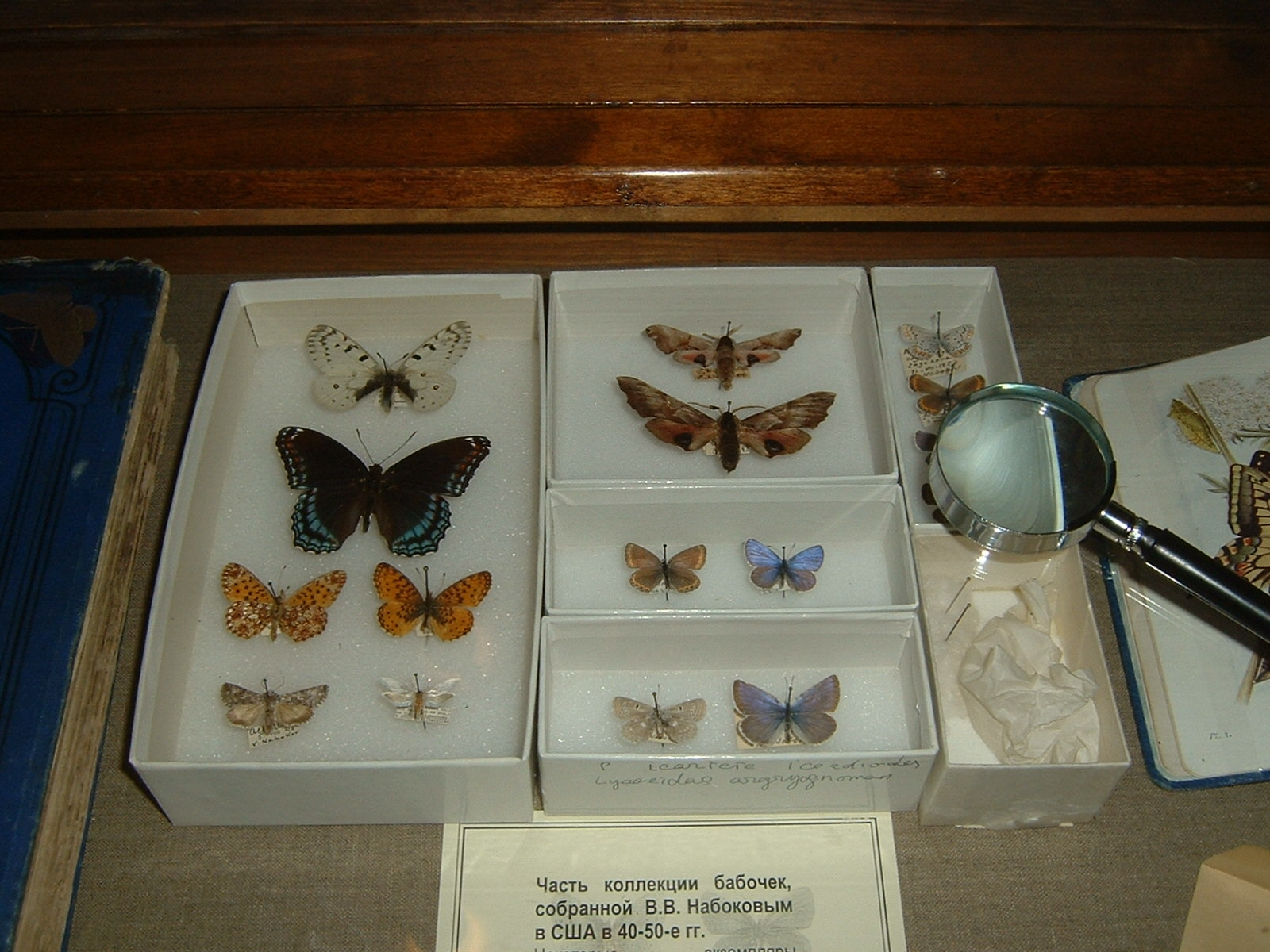
Farfalle della collezione di Nabokov.

La sua carriera di entomologo fu altrettanto notevole. Nel 1940 gli fu affidato l'incarico di organizzare la collezione di farfalle al Museo di Zoologia Comparata dell'università di Harvard. I suoi scritti in questo campo sono molto tecnici. Questa tecnicità, combinata al fatto che la sua specializzazione era la tribù dei Polyommatini della famiglia Lycaenidae, relativamente poco attraente, ha comportato che questo lato della sua vita sia rimasto poco esplorato dagli ammiratori delle sue opere letterarie.
Il paleontologo e saggista Stephen Jay Gould ha discusso l'entomologia di Nabokov in un saggio ristampato nel libro I Have Landed. Gould rileva che Nabokov è stato occasionalmente uno scienziato 'retrogrado', non accettando mai, ad esempio, che la genetica o il numero di cromosomi potesse essere un valido modo per distinguere le varie specie di insetti. Alcuni ammiratori di Nabokov hanno provato a riconoscere un valore letterario a tali lavori scientifici, rileva ancora Gould. Altri hanno sostenuto che la sua opera scientifica ha dato un contributo fondamentale alla sua opera letteraria. Gould afferma invece che entrambe traggono origine dall'amore di Nabokov per i dettagli, l'osservazione e la simmetria.

### Compositore di problemi di scacchi
|   | a | b | c | d | e | f | g | h |   |
| 8 | d8 cavallo del bianco · h8 alfiere del bianco · a7 re del bianco · b7 pedone del bianco · d7 pedone del nero · g7 torre del nero · b6 donna del bianco · c6 pedone del nero · e6 cavallo del bianco · h6 alfiere del nero · e5 re del nero · g5 cavallo del nero · h5 torre del bianco · e4 alfiere del bianco · f4 torre del bianco · c3 pedone del nero · g3 pedone del bianco · e2 cavallo del nero | d8 cavallo del bianco · h8 alfiere del bianco · a7 re del bianco · b7 pedone del bianco · d7 pedone del nero · g7 torre del nero · b6 donna del bianco · c6 pedone del nero · e6 cavallo del bianco · h6 alfiere del nero · e5 re del nero · g5 cavallo del nero · h5 torre del bianco · e4 alfiere del bianco · f4 torre del bianco · c3 pedone del nero · g3 pedone del bianco · e2 cavallo del nero | d8 cavallo del bianco · h8 alfiere del bianco · a7 re del bianco · b7 pedone del bianco · d7 pedone del nero · g7 torre del nero · b6 donna del bianco · c6 pedone del nero · e6 cavallo del bianco · h6 alfiere del nero · e5 re del nero · g5 cavallo del nero · h5 torre del bianco · e4 alfiere del bianco · f4 torre del bianco · c3 pedone del nero · g3 pedone del bianco · e2 cavallo del nero | d8 cavallo del bianco · h8 alfiere del bianco · a7 re del bianco · b7 pedone del bianco · d7 pedone del nero · g7 torre del nero · b6 donna del bianco · c6 pedone del nero · e6 cavallo del bianco · h6 alfiere del nero · e5 re del nero · g5 cavallo del nero · h5 torre del bianco · e4 alfiere del bianco · f4 torre del bianco · c3 pedone del nero · g3 pedone del bianco · e2 cavallo del nero | d8 cavallo del bianco · h8 alfiere del bianco · a7 re del bianco · b7 pedone del bianco · d7 pedone del nero · g7 torre del nero · b6 donna del bianco · c6 pedone del nero · e6 cavallo del bianco · h6 alfiere del nero · e5 re del nero · g5 cavallo del nero · h5 torre del bianco · e4 alfiere del bianco · f4 torre del bianco · c3 pedone del nero · g3 pedone del bianco · e2 cavallo del nero | d8 cavallo del bianco · h8 alfiere del bianco · a7 re del bianco · b7 pedone del bianco · d7 pedone del nero · g7 torre del nero · b6 donna del bianco · c6 pedone del nero · e6 cavallo del bianco · h6 alfiere del nero · e5 re del nero · g5 cavallo del nero · h5 torre del bianco · e4 alfiere del bianco · f4 torre del bianco · c3 pedone del nero · g3 pedone del bianco · e2 cavallo del nero | d8 cavallo del bianco · h8 alfiere del bianco · a7 re del bianco · b7 pedone del bianco · d7 pedone del nero · g7 torre del nero · b6 donna del bianco · c6 pedone del nero · e6 cavallo del bianco · h6 alfiere del nero · e5 re del nero · g5 cavallo del nero · h5 torre del bianco · e4 alfiere del bianco · f4 torre del bianco · c3 pedone del nero · g3 pedone del bianco · e2 cavallo del nero | d8 cavallo del bianco · h8 alfiere del bianco · a7 re del bianco · b7 pedone del bianco · d7 pedone del nero · g7 torre del nero · b6 donna del bianco · c6 pedone del nero · e6 cavallo del bianco · h6 alfiere del nero · e5 re del nero · g5 cavallo del nero · h5 torre del bianco · e4 alfiere del bianco · f4 torre del bianco · c3 pedone del nero · g3 pedone del bianco · e2 cavallo del nero | 8 |
| 7 | d8 cavallo del bianco · h8 alfiere del bianco · a7 re del bianco · b7 pedone del bianco · d7 pedone del nero · g7 torre del nero · b6 donna del bianco · c6 pedone del nero · e6 cavallo del bianco · h6 alfiere del nero · e5 re del nero · g5 cavallo del nero · h5 torre del bianco · e4 alfiere del bianco · f4 torre del bianco · c3 pedone del nero · g3 pedone del bianco · e2 cavallo del nero | d8 cavallo del bianco · h8 alfiere del bianco · a7 re del bianco · b7 pedone del bianco · d7 pedone del nero · g7 torre del nero · b6 donna del bianco · c6 pedone del nero · e6 cavallo del bianco · h6 alfiere del nero · e5 re del nero · g5 cavallo del nero · h5 torre del bianco · e4 alfiere del bianco · f4 torre del bianco · c3 pedone del nero · g3 pedone del bianco · e2 cavallo del nero | d8 cavallo del bianco · h8 alfiere del bianco · a7 re del bianco · b7 pedone del bianco · d7 pedone del nero · g7 torre del nero · b6 donna del bianco · c6 pedone del nero · e6 cavallo del bianco · h6 alfiere del nero · e5 re del nero · g5 cavallo del nero · h5 torre del bianco · e4 alfiere del bianco · f4 torre del bianco · c3 pedone del nero · g3 pedone del bianco · e2 cavallo del nero | d8 cavallo del bianco · h8 alfiere del bianco · a7 re del bianco · b7 pedone del bianco · d7 pedone del nero · g7 torre del nero · b6 donna del bianco · c6 pedone del nero · e6 cavallo del bianco · h6 alfiere del nero · e5 re del nero · g5 cavallo del nero · h5 torre del bianco · e4 alfiere del bianco · f4 torre del bianco · c3 pedone del nero · g3 pedone del bianco · e2 cavallo del nero | d8 cavallo del bianco · h8 alfiere del bianco · a7 re del bianco · b7 pedone del bianco · d7 pedone del nero · g7 torre del nero · b6 donna del bianco · c6 pedone del nero · e6 cavallo del bianco · h6 alfiere del nero · e5 re del nero · g5 cavallo del nero · h5 torre del bianco · e4 alfiere del bianco · f4 torre del bianco · c3 pedone del nero · g3 pedone del bianco · e2 cavallo del nero | d8 cavallo del bianco · h8 alfiere del bianco · a7 re del bianco · b7 pedone del bianco · d7 pedone del nero · g7 torre del nero · b6 donna del bianco · c6 pedone del nero · e6 cavallo del bianco · h6 alfiere del nero · e5 re del nero · g5 cavallo del nero · h5 torre del bianco · e4 alfiere del bianco · f4 torre del bianco · c3 pedone del nero · g3 pedone del bianco · e2 cavallo del nero | d8 cavallo del bianco · h8 alfiere del bianco · a7 re del bianco · b7 pedone del bianco · d7 pedone del nero · g7 torre del nero · b6 donna del bianco · c6 pedone del nero · e6 cavallo del bianco · h6 alfiere del nero · e5 re del nero · g5 cavallo del nero · h5 torre del bianco · e4 alfiere del bianco · f4 torre del bianco · c3 pedone del nero · g3 pedone del bianco · e2 cavallo del nero | d8 cavallo del bianco · h8 alfiere del bianco · a7 re del bianco · b7 pedone del bianco · d7 pedone del nero · g7 torre del nero · b6 donna del bianco · c6 pedone del nero · e6 cavallo del bianco · h6 alfiere del nero · e5 re del nero · g5 cavallo del nero · h5 torre del bianco · e4 alfiere del bianco · f4 torre del bianco · c3 pedone del nero · g3 pedone del bianco · e2 cavallo del nero | 7 |
| 6 | d8 cavallo del bianco · h8 alfiere del bianco · a7 re del bianco · b7 pedone del bianco · d7 pedone del nero · g7 torre del nero · b6 donna del bianco · c6 pedone del nero · e6 cavallo del bianco · h6 alfiere del nero · e5 re del nero · g5 cavallo del nero · h5 torre del bianco · e4 alfiere del bianco · f4 torre del bianco · c3 pedone del nero · g3 pedone del bianco · e2 cavallo del nero | d8 cavallo del bianco · h8 alfiere del bianco · a7 re del bianco · b7 pedone del bianco · d7 pedone del nero · g7 torre del nero · b6 donna del bianco · c6 pedone del nero · e6 cavallo del bianco · h6 alfiere del nero · e5 re del nero · g5 cavallo del nero · h5 torre del bianco · e4 alfiere del bianco · f4 torre del bianco · c3 pedone del nero · g3 pedone del bianco · e2 cavallo del nero | d8 cavallo del bianco · h8 alfiere del bianco · a7 re del bianco · b7 pedone del bianco · d7 pedone del nero · g7 torre del nero · b6 donna del bianco · c6 pedone del nero · e6 cavallo del bianco · h6 alfiere del nero · e5 re del nero · g5 cavallo del nero · h5 torre del bianco · e4 alfiere del bianco · f4 torre del bianco · c3 pedone del nero · g3 pedone del bianco · e2 cavallo del nero | d8 cavallo del bianco · h8 alfiere del bianco · a7 re del bianco · b7 pedone del bianco · d7 pedone del nero · g7 torre del nero · b6 donna del bianco · c6 pedone del nero · e6 cavallo del bianco · h6 alfiere del nero · e5 re del nero · g5 cavallo del nero · h5 torre del bianco · e4 alfiere del bianco · f4 torre del bianco · c3 pedone del nero · g3 pedone del bianco · e2 cavallo del nero | d8 cavallo del bianco · h8 alfiere del bianco · a7 re del bianco · b7 pedone del bianco · d7 pedone del nero · g7 torre del nero · b6 donna del bianco · c6 pedone del nero · e6 cavallo del bianco · h6 alfiere del nero · e5 re del nero · g5 cavallo del nero · h5 torre del bianco · e4 alfiere del bianco · f4 torre del bianco · c3 pedone del nero · g3 pedone del bianco · e2 cavallo del nero | d8 cavallo del bianco · h8 alfiere del bianco · a7 re del bianco · b7 pedone del bianco · d7 pedone del nero · g7 torre del nero · b6 donna del bianco · c6 pedone del nero · e6 cavallo del bianco · h6 alfiere del nero · e5 re del nero · g5 cavallo del nero · h5 torre del bianco · e4 alfiere del bianco · f4 torre del bianco · c3 pedone del nero · g3 pedone del bianco · e2 cavallo del nero | d8 cavallo del bianco · h8 alfiere del bianco · a7 re del bianco · b7 pedone del bianco · d7 pedone del nero · g7 torre del nero · b6 donna del bianco · c6 pedone del nero · e6 cavallo del bianco · h6 alfiere del nero · e5 re del nero · g5 cavallo del nero · h5 torre del bianco · e4 alfiere del bianco · f4 torre del bianco · c3 pedone del nero · g3 pedone del bianco · e2 cavallo del nero | d8 cavallo del bianco · h8 alfiere del bianco · a7 re del bianco · b7 pedone del bianco · d7 pedone del nero · g7 torre del nero · b6 donna del bianco · c6 pedone del nero · e6 cavallo del bianco · h6 alfiere del nero · e5 re del nero · g5 cavallo del nero · h5 torre del bianco · e4 alfiere del bianco · f4 torre del bianco · c3 pedone del nero · g3 pedone del bianco · e2 cavallo del nero | 6 |
| 5 | d8 cavallo del bianco · h8 alfiere del bianco · a7 re del bianco · b7 pedone del bianco · d7 pedone del nero · g7 torre del nero · b6 donna del bianco · c6 pedone del nero · e6 cavallo del bianco · h6 alfiere del nero · e5 re del nero · g5 cavallo del nero · h5 torre del bianco · e4 alfiere del bianco · f4 torre del bianco · c3 pedone del nero · g3 pedone del bianco · e2 cavallo del nero | d8 cavallo del bianco · h8 alfiere del bianco · a7 re del bianco · b7 pedone del bianco · d7 pedone del nero · g7 torre del nero · b6 donna del bianco · c6 pedone del nero · e6 cavallo del bianco · h6 alfiere del nero · e5 re del nero · g5 cavallo del nero · h5 torre del bianco · e4 alfiere del bianco · f4 torre del bianco · c3 pedone del nero · g3 pedone del bianco · e2 cavallo del nero | d8 cavallo del bianco · h8 alfiere del bianco · a7 re del bianco · b7 pedone del bianco · d7 pedone del nero · g7 torre del nero · b6 donna del bianco · c6 pedone del nero · e6 cavallo del bianco · h6 alfiere del nero · e5 re del nero · g5 cavallo del nero · h5 torre del bianco · e4 alfiere del bianco · f4 torre del bianco · c3 pedone del nero · g3 pedone del bianco · e2 cavallo del nero | d8 cavallo del bianco · h8 alfiere del bianco · a7 re del bianco · b7 pedone del bianco · d7 pedone del nero · g7 torre del nero · b6 donna del bianco · c6 pedone del nero · e6 cavallo del bianco · h6 alfiere del nero · e5 re del nero · g5 cavallo del nero · h5 torre del bianco · e4 alfiere del bianco · f4 torre del bianco · c3 pedone del nero · g3 pedone del bianco · e2 cavallo del nero | d8 cavallo del bianco · h8 alfiere del bianco · a7 re del bianco · b7 pedone del bianco · d7 pedone del nero · g7 torre del nero · b6 donna del bianco · c6 pedone del nero · e6 cavallo del bianco · h6 alfiere del nero · e5 re del nero · g5 cavallo del nero · h5 torre del bianco · e4 alfiere del bianco · f4 torre del bianco · c3 pedone del nero · g3 pedone del bianco · e2 cavallo del nero | d8 cavallo del bianco · h8 alfiere del bianco · a7 re del bianco · b7 pedone del bianco · d7 pedone del nero · g7 torre del nero · b6 donna del bianco · c6 pedone del nero · e6 cavallo del bianco · h6 alfiere del nero · e5 re del nero · g5 cavallo del nero · h5 torre del bianco · e4 alfiere del bianco · f4 torre del bianco · c3 pedone del nero · g3 pedone del bianco · e2 cavallo del nero | d8 cavallo del bianco · h8 alfiere del bianco · a7 re del bianco · b7 pedone del bianco · d7 pedone del nero · g7 torre del nero · b6 donna del bianco · c6 pedone del nero · e6 cavallo del bianco · h6 alfiere del nero · e5 re del nero · g5 cavallo del nero · h5 torre del bianco · e4 alfiere del bianco · f4 torre del bianco · c3 pedone del nero · g3 pedone del bianco · e2 cavallo del nero | d8 cavallo del bianco · h8 alfiere del bianco · a7 re del bianco · b7 pedone del bianco · d7 pedone del nero · g7 torre del nero · b6 donna del bianco · c6 pedone del nero · e6 cavallo del bianco · h6 alfiere del nero · e5 re del nero · g5 cavallo del nero · h5 torre del bianco · e4 alfiere del bianco · f4 torre del bianco · c3 pedone del nero · g3 pedone del bianco · e2 cavallo del nero | 5 |
| 4 | d8 cavallo del bianco · h8 alfiere del bianco · a7 re del bianco · b7 pedone del bianco · d7 pedone del nero · g7 torre del nero · b6 donna del bianco · c6 pedone del nero · e6 cavallo del bianco · h6 alfiere del nero · e5 re del nero · g5 cavallo del nero · h5 torre del bianco · e4 alfiere del bianco · f4 torre del bianco · c3 pedone del nero · g3 pedone del bianco · e2 cavallo del nero | d8 cavallo del bianco · h8 alfiere del bianco · a7 re del bianco · b7 pedone del bianco · d7 pedone del nero · g7 torre del nero · b6 donna del bianco · c6 pedone del nero · e6 cavallo del bianco · h6 alfiere del nero · e5 re del nero · g5 cavallo del nero · h5 torre del bianco · e4 alfiere del bianco · f4 torre del bianco · c3 pedone del nero · g3 pedone del bianco · e2 cavallo del nero | d8 cavallo del bianco · h8 alfiere del bianco · a7 re del bianco · b7 pedone del bianco · d7 pedone del nero · g7 torre del nero · b6 donna del bianco · c6 pedone del nero · e6 cavallo del bianco · h6 alfiere del nero · e5 re del nero · g5 cavallo del nero · h5 torre del bianco · e4 alfiere del bianco · f4 torre del bianco · c3 pedone del nero · g3 pedone del bianco · e2 cavallo del nero | d8 cavallo del bianco · h8 alfiere del bianco · a7 re del bianco · b7 pedone del bianco · d7 pedone del nero · g7 torre del nero · b6 donna del bianco · c6 pedone del nero · e6 cavallo del bianco · h6 alfiere del nero · e5 re del nero · g5 cavallo del nero · h5 torre del bianco · e4 alfiere del bianco · f4 torre del bianco · c3 pedone del nero · g3 pedone del bianco · e2 cavallo del nero | d8 cavallo del bianco · h8 alfiere del bianco · a7 re del bianco · b7 pedone del bianco · d7 pedone del nero · g7 torre del nero · b6 donna del bianco · c6 pedone del nero · e6 cavallo del bianco · h6 alfiere del nero · e5 re del nero · g5 cavallo del nero · h5 torre del bianco · e4 alfiere del bianco · f4 torre del bianco · c3 pedone del nero · g3 pedone del bianco · e2 cavallo del nero | d8 cavallo del bianco · h8 alfiere del bianco · a7 re del bianco · b7 pedone del bianco · d7 pedone del nero · g7 torre del nero · b6 donna del bianco · c6 pedone del nero · e6 cavallo del bianco · h6 alfiere del nero · e5 re del nero · g5 cavallo del nero · h5 torre del bianco · e4 alfiere del bianco · f4 torre del bianco · c3 pedone del nero · g3 pedone del bianco · e2 cavallo del nero | d8 cavallo del bianco · h8 alfiere del bianco · a7 re del bianco · b7 pedone del bianco · d7 pedone del nero · g7 torre del nero · b6 donna del bianco · c6 pedone del nero · e6 cavallo del bianco · h6 alfiere del nero · e5 re del nero · g5 cavallo del nero · h5 torre del bianco · e4 alfiere del bianco · f4 torre del bianco · c3 pedone del nero · g3 pedone del bianco · e2 cavallo del nero | d8 cavallo del bianco · h8 alfiere del bianco · a7 re del bianco · b7 pedone del bianco · d7 pedone del nero · g7 torre del nero · b6 donna del bianco · c6 pedone del nero · e6 cavallo del bianco · h6 alfiere del nero · e5 re del nero · g5 cavallo del nero · h5 torre del bianco · e4 alfiere del bianco · f4 torre del bianco · c3 pedone del nero · g3 pedone del bianco · e2 cavallo del nero | 4 |
| 3 | d8 cavallo del bianco · h8 alfiere del bianco · a7 re del bianco · b7 pedone del bianco · d7 pedone del nero · g7 torre del nero · b6 donna del bianco · c6 pedone del nero · e6 cavallo del bianco · h6 alfiere del nero · e5 re del nero · g5 cavallo del nero · h5 torre del bianco · e4 alfiere del bianco · f4 torre del bianco · c3 pedone del nero · g3 pedone del bianco · e2 cavallo del nero | d8 cavallo del bianco · h8 alfiere del bianco · a7 re del bianco · b7 pedone del bianco · d7 pedone del nero · g7 torre del nero · b6 donna del bianco · c6 pedone del nero · e6 cavallo del bianco · h6 alfiere del nero · e5 re del nero · g5 cavallo del nero · h5 torre del bianco · e4 alfiere del bianco · f4 torre del bianco · c3 pedone del nero · g3 pedone del bianco · e2 cavallo del nero | d8 cavallo del bianco · h8 alfiere del bianco · a7 re del bianco · b7 pedone del bianco · d7 pedone del nero · g7 torre del nero · b6 donna del bianco · c6 pedone del nero · e6 cavallo del bianco · h6 alfiere del nero · e5 re del nero · g5 cavallo del nero · h5 torre del bianco · e4 alfiere del bianco · f4 torre del bianco · c3 pedone del nero · g3 pedone del bianco · e2 cavallo del nero | d8 cavallo del bianco · h8 alfiere del bianco · a7 re del bianco · b7 pedone del bianco · d7 pedone del nero · g7 torre del nero · b6 donna del bianco · c6 pedone del nero · e6 cavallo del bianco · h6 alfiere del nero · e5 re del nero · g5 cavallo del nero · h5 torre del bianco · e4 alfiere del bianco · f4 torre del bianco · c3 pedone del nero · g3 pedone del bianco · e2 cavallo del nero | d8 cavallo del bianco · h8 alfiere del bianco · a7 re del bianco · b7 pedone del bianco · d7 pedone del nero · g7 torre del nero · b6 donna del bianco · c6 pedone del nero · e6 cavallo del bianco · h6 alfiere del nero · e5 re del nero · g5 cavallo del nero · h5 torre del bianco · e4 alfiere del bianco · f4 torre del bianco · c3 pedone del nero · g3 pedone del bianco · e2 cavallo del nero | d8 cavallo del bianco · h8 alfiere del bianco · a7 re del bianco · b7 pedone del bianco · d7 pedone del nero · g7 torre del nero · b6 donna del bianco · c6 pedone del nero · e6 cavallo del bianco · h6 alfiere del nero · e5 re del nero · g5 cavallo del nero · h5 torre del bianco · e4 alfiere del bianco · f4 torre del bianco · c3 pedone del nero · g3 pedone del bianco · e2 cavallo del nero | d8 cavallo del bianco · h8 alfiere del bianco · a7 re del bianco · b7 pedone del bianco · d7 pedone del nero · g7 torre del nero · b6 donna del bianco · c6 pedone del nero · e6 cavallo del bianco · h6 alfiere del nero · e5 re del nero · g5 cavallo del nero · h5 torre del bianco · e4 alfiere del bianco · f4 torre del bianco · c3 pedone del nero · g3 pedone del bianco · e2 cavallo del nero | d8 cavallo del bianco · h8 alfiere del bianco · a7 re del bianco · b7 pedone del bianco · d7 pedone del nero · g7 torre del nero · b6 donna del bianco · c6 pedone del nero · e6 cavallo del bianco · h6 alfiere del nero · e5 re del nero · g5 cavallo del nero · h5 torre del bianco · e4 alfiere del bianco · f4 torre del bianco · c3 pedone del nero · g3 pedone del bianco · e2 cavallo del nero | 3 |
| 2 | d8 cavallo del bianco · h8 alfiere del bianco · a7 re del bianco · b7 pedone del bianco · d7 pedone del nero · g7 torre del nero · b6 donna del bianco · c6 pedone del nero · e6 cavallo del bianco · h6 alfiere del nero · e5 re del nero · g5 cavallo del nero · h5 torre del bianco · e4 alfiere del bianco · f4 torre del bianco · c3 pedone del nero · g3 pedone del bianco · e2 cavallo del nero | d8 cavallo del bianco · h8 alfiere del bianco · a7 re del bianco · b7 pedone del bianco · d7 pedone del nero · g7 torre del nero · b6 donna del bianco · c6 pedone del nero · e6 cavallo del bianco · h6 alfiere del nero · e5 re del nero · g5 cavallo del nero · h5 torre del bianco · e4 alfiere del bianco · f4 torre del bianco · c3 pedone del nero · g3 pedone del bianco · e2 cavallo del nero | d8 cavallo del bianco · h8 alfiere del bianco · a7 re del bianco · b7 pedone del bianco · d7 pedone del nero · g7 torre del nero · b6 donna del bianco · c6 pedone del nero · e6 cavallo del bianco · h6 alfiere del nero · e5 re del nero · g5 cavallo del nero · h5 torre del bianco · e4 alfiere del bianco · f4 torre del bianco · c3 pedone del nero · g3 pedone del bianco · e2 cavallo del nero | d8 cavallo del bianco · h8 alfiere del bianco · a7 re del bianco · b7 pedone del bianco · d7 pedone del nero · g7 torre del nero · b6 donna del bianco · c6 pedone del nero · e6 cavallo del bianco · h6 alfiere del nero · e5 re del nero · g5 cavallo del nero · h5 torre del bianco · e4 alfiere del bianco · f4 torre del bianco · c3 pedone del nero · g3 pedone del bianco · e2 cavallo del nero | d8 cavallo del bianco · h8 alfiere del bianco · a7 re del bianco · b7 pedone del bianco · d7 pedone del nero · g7 torre del nero · b6 donna del bianco · c6 pedone del nero · e6 cavallo del bianco · h6 alfiere del nero · e5 re del nero · g5 cavallo del nero · h5 torre del bianco · e4 alfiere del bianco · f4 torre del bianco · c3 pedone del nero · g3 pedone del bianco · e2 cavallo del nero | d8 cavallo del bianco · h8 alfiere del bianco · a7 re del bianco · b7 pedone del bianco · d7 pedone del nero · g7 torre del nero · b6 donna del bianco · c6 pedone del nero · e6 cavallo del bianco · h6 alfiere del nero · e5 re del nero · g5 cavallo del nero · h5 torre del bianco · e4 alfiere del bianco · f4 torre del bianco · c3 pedone del nero · g3 pedone del bianco · e2 cavallo del nero | d8 cavallo del bianco · h8 alfiere del bianco · a7 re del bianco · b7 pedone del bianco · d7 pedone del nero · g7 torre del nero · b6 donna del bianco · c6 pedone del nero · e6 cavallo del bianco · h6 alfiere del nero · e5 re del nero · g5 cavallo del nero · h5 torre del bianco · e4 alfiere del bianco · f4 torre del bianco · c3 pedone del nero · g3 pedone del bianco · e2 cavallo del nero | d8 cavallo del bianco · h8 alfiere del bianco · a7 re del bianco · b7 pedone del bianco · d7 pedone del nero · g7 torre del nero · b6 donna del bianco · c6 pedone del nero · e6 cavallo del bianco · h6 alfiere del nero · e5 re del nero · g5 cavallo del nero · h5 torre del bianco · e4 alfiere del bianco · f4 torre del bianco · c3 pedone del nero · g3 pedone del bianco · e2 cavallo del nero | 2 |
| 1 | d8 cavallo del bianco · h8 alfiere del bianco · a7 re del bianco · b7 pedone del bianco · d7 pedone del nero · g7 torre del nero · b6 donna del bianco · c6 pedone del nero · e6 cavallo del bianco · h6 alfiere del nero · e5 re del nero · g5 cavallo del nero · h5 torre del bianco · e4 alfiere del bianco · f4 torre del bianco · c3 pedone del nero · g3 pedone del bianco · e2 cavallo del nero | d8 cavallo del bianco · h8 alfiere del bianco · a7 re del bianco · b7 pedone del bianco · d7 pedone del nero · g7 torre del nero · b6 donna del bianco · c6 pedone del nero · e6 cavallo del bianco · h6 alfiere del nero · e5 re del nero · g5 cavallo del nero · h5 torre del bianco · e4 alfiere del bianco · f4 torre del bianco · c3 pedone del nero · g3 pedone del bianco · e2 cavallo del nero | d8 cavallo del bianco · h8 alfiere del bianco · a7 re del bianco · b7 pedone del bianco · d7 pedone del nero · g7 torre del nero · b6 donna del bianco · c6 pedone del nero · e6 cavallo del bianco · h6 alfiere del nero · e5 re del nero · g5 cavallo del nero · h5 torre del bianco · e4 alfiere del bianco · f4 torre del bianco · c3 pedone del nero · g3 pedone del bianco · e2 cavallo del nero | d8 cavallo del bianco · h8 alfiere del bianco · a7 re del bianco · b7 pedone del bianco · d7 pedone del nero · g7 torre del nero · b6 donna del bianco · c6 pedone del nero · e6 cavallo del bianco · h6 alfiere del nero · e5 re del nero · g5 cavallo del nero · h5 torre del bianco · e4 alfiere del bianco · f4 torre del bianco · c3 pedone del nero · g3 pedone del bianco · e2 cavallo del nero | d8 cavallo del bianco · h8 alfiere del bianco · a7 re del bianco · b7 pedone del bianco · d7 pedone del nero · g7 torre del nero · b6 donna del bianco · c6 pedone del nero · e6 cavallo del bianco · h6 alfiere del nero · e5 re del nero · g5 cavallo del nero · h5 torre del bianco · e4 alfiere del bianco · f4 torre del bianco · c3 pedone del nero · g3 pedone del bianco · e2 cavallo del nero | d8 cavallo del bianco · h8 alfiere del bianco · a7 re del bianco · b7 pedone del bianco · d7 pedone del nero · g7 torre del nero · b6 donna del bianco · c6 pedone del nero · e6 cavallo del bianco · h6 alfiere del nero · e5 re del nero · g5 cavallo del nero · h5 torre del bianco · e4 alfiere del bianco · f4 torre del bianco · c3 pedone del nero · g3 pedone del bianco · e2 cavallo del nero | d8 cavallo del bianco · h8 alfiere del bianco · a7 re del bianco · b7 pedone del bianco · d7 pedone del nero · g7 torre del nero · b6 donna del bianco · c6 pedone del nero · e6 cavallo del bianco · h6 alfiere del nero · e5 re del nero · g5 cavallo del nero · h5 torre del bianco · e4 alfiere del bianco · f4 torre del bianco · c3 pedone del nero · g3 pedone del bianco · e2 cavallo del nero | d8 cavallo del bianco · h8 alfiere del bianco · a7 re del bianco · b7 pedone del bianco · d7 pedone del nero · g7 torre del nero · b6 donna del bianco · c6 pedone del nero · e6 cavallo del bianco · h6 alfiere del nero · e5 re del nero · g5 cavallo del nero · h5 torre del bianco · e4 alfiere del bianco · f4 torre del bianco · c3 pedone del nero · g3 pedone del bianco · e2 cavallo del nero | 1 |
|   | a | b | c | d | e | f | g | h |   |

Soluzione:
1. Ac2!! (blocco)

dopo questa mossa, il bianco non potrebbe dare matto se il tratto fosse ancora a lui; ma è il nero a dover muovere e qualunque mossa faccia abbandonerà il controllo di una casa, permettendo al bianco di mattare.
- 1. ...Cexf4  2. Dd4#
- 1. ...Rd5  2. Dc5#
- 1. ...c7  2. Tf5#

Nabokov era un buon giocatore di scacchi, ma era interessato soprattutto ai problemi, che considerava, se ben costruiti, delle vere e proprie opere d'arte. Ne compose una ventina, rintracciabili su diversi database di problemi disponibili online.
L'esempio a lato è riportato nella sua autobiografia, Parla, ricordo.

## Influenze
Il critico James Wood sostiene che l'uso di dettagli descrittivi da parte di Nabokov si rivelò una "influenza opprimente, e non sempre molto fruttuosa, su due o tre generazioni dopo di lui", inclusi autori come Martin Amis e John Updike. Mentre era studente all'Università Cornell negli anni '50, Thomas Pynchon partecipò a diverse lezioni di Nabokov e alluse a Lolita nel sesto capitolo del suo romanzo L'incanto del lotto 49 (1966), in cui Serge, controtenore della band dei Paranoids, canta:
What chance has a lonely surfer boy / For the love of a surfer chick, / With all these Humbert Humbert cats / Coming on so big and sick? / For me, my baby was a woman, / For him she's just another nymphet.
Lo stile di prosa di Pynchon fu influenzato dalla preferenza di Nabokov per l'attualismo rispetto al realismo. Degli autori che vennero alla ribalta durante la vita di Nabokov, John Banville, Don DeLillo, Salman Rushdie, e Edmund White furono tutti influenzati da lui. Il romanziere John Hawkes si ispirò a Nabokov e si considerò un suo seguace.

## Opere

### Romanzi

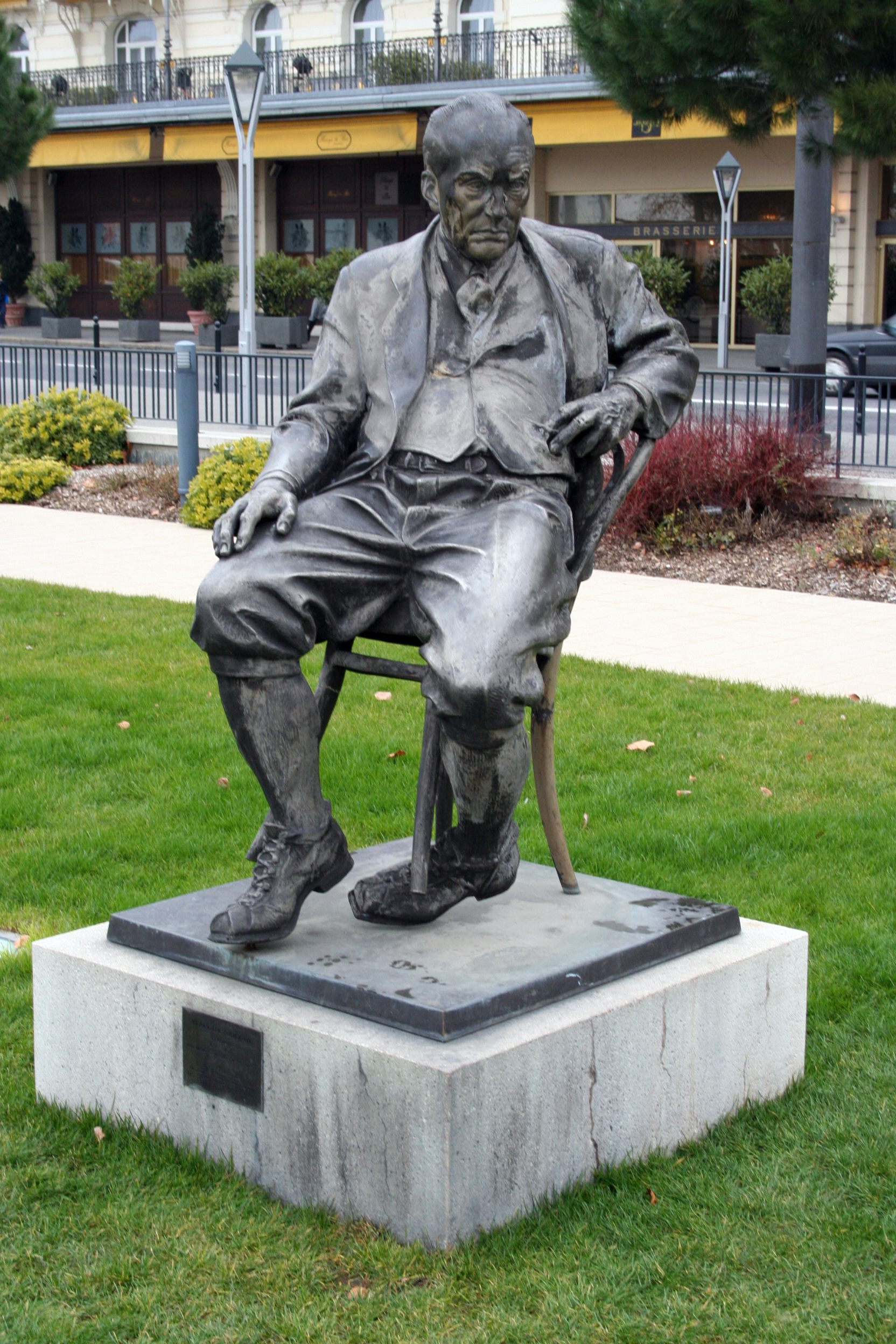
Monumento a Nabokov a Montreux

#### Romanzi scritti in russo
- Maria (Mašen'ka) (1926)
- Re, donna, fante (Korol', dama, valet) (1928)
- La difesa di Lužin (Zaščita Lužina) (1930)
- L'occhio (Sogljadataj) (1930)
- Gloria (Podvig) (1932)
- Risata nel buio (Kamera Obskura) (1932)
- Disperazione (Otčajanie) (1934)
- Invito a una decapitazione (Priglašenie na kazn) (1936)
- Il dono (Dar) (1937)
- L'incantatore (Volshebnik) (1939)

#### Romanzi scritti in inglese
- La vera vita di Sebastian Knight (The Real Life of Sebastian Knight) (1941)
- Un mondo sinistro (Bend Sinister) (1947)
- Lolita (1955)
- Pnin (1957)
- Fuoco pallido (Pale Fire) (1962)
- Ada o ardore (Ada or Ardor: A Family Chronicle) (1969)
- Cose trasparenti (Transparent Things) (1972)
- Guarda gli arlecchini! (Look at the Harlequins!) (1974)
- L'originale di Laura (The Original of Laura) (2009), a cura di Dmitri Nabokov

### Raccolte di racconti
In italiano tutti i racconti sono distribuiti nei due seguenti volumi:
- La veneziana e altri racconti (1992)
  - 13 racconti tradotti dal russo
- Una bellezza russa e altri racconti (2008)
  - 55 racconti dal russo e dall'inglese

Raccolte originali
- Vozvraščenie Čorba: Rasskazy i stichi (1929)
  - 15 racconti in russo: Il ritorno di Čorb, Il porto, Il campanello, Una lettera che non raggiunse mai la Russia, Favola, Natale, Il temporale, Bachmann, Guida di Berlino, Una questione d'onore, Il passeggero, Dettagli di un tramonto, La grazia, Il folletto patata, Terrore e 24 poesie
- Nine Stories (1947)
  - 9 racconti, dal russo: L'Aureliano, Nuvola, lago, castello, Primavera a Fial'ta; dal francese: Mademoiselle O; in inglese: Un poeta dimenticato, L'assistente del produttore, "Che una volta in Aleppo...", Il tempo e il riflusso, Quadro di conversazione, 1945
- Vesna v Fial'te i drugie rasskazy (1956)
  - 14 racconti in russo: Primavera a Fial'ta, Il cerchio, Il Leonardo, Fumo torbido, In memoria di L.I. Šigaev, Una visita al museo, Reclutamento, Lik, La distruzione dei tiranni, Vasilij Šiškov, La guglia dell'Ammiragliato, Nuvola, lago, castello, Labbra contro labbra, Ultima Thule
- Nabokov's Dozen: A Collection of Thirteen Stories (1958)
  - 13 racconti: i 9 racconti di Nine Stories con (scritti in inglese) Primo amore, Segni e simboli, Scena dalla vita di un doppio mostro e Lance
- Nabokov's Quartet (1966)
  - 4 racconti dal russo: Una questione d'onore, Lik, Le sorelle Vane, Una visita al museo
- Nabokov's Congeries (1968, poi come The Portable Nabokov, 1971)
  - antologia di 11 racconti, 10 poesie, 7 saggi, con estratti di altre opere
- A Russian Beauty and Other Stories (1973)
  - 13 racconti dal russo: Una bellezza russa, Il Leonardo, Fumo torbido, Una brutta notizia, Labbra contro labbra, Una visita al museo, Una questione d'onore, Terra Incognita, Il dritto, Ultima Thule, Solus Rex, Il folletto patata, Il cerchio
- Tyrants Destroyed and Other Stories (1975)
  - 13 racconti dal russo: La distruzione dei tiranni, Favola, Musica, Lik, Reclutamento, Terrore, La guglia dell'Ammiragliato, In balia del caso, In memoria di L.I. Šigaev, Bachmann, Perfezione, Vasilij Šiškov, Le sorelle Vane
- Details of a Sunset and Other Stories (1976)
  - 13 storie dal russo: Dettagli di un tramonto, Una brutta giornata, L'atreplice, Il ritorno di Čorb, Il passeggero, Una lettera che non raggiunse mai la Russia, Guida di Berlino, Il campanello, Il temporale, L'incontro, Una "tranche de vie", Natale, Un uomo occupato
- The Stories of (1995)
  - collezione completa dei 65 racconti[12]

### Teatro
- L'invenzione di Valzer e altri drammi per il teatro (Izobretenie Val'sa) (1938)
  - ed. it. a cura di Anastasia Pasquinelli, Brescia: L'obliquo, 1992
- The Man from the USSR and Other Plays (1984)

### Poesia
- Poesie (Poems, 1959)
  - trad. ital. di Alberto Pescetto e Enzo Siciliano, Milano: Il Saggiatore, 1962 («Biblioteca delle Silerchie» 80)

### Saggistica

#### Critica letteraria
- Nikolaj Gogol' (1944)
  - trad. ital. di Annamaria Pelucchi, Mondadori, 1972 («Saggi» 41)
  - trad. ital. di Cinzia De Lotto e Susanna Zinato, Adelphi, 2014 («Biblioteca Adelphi» 629)
- Notes on Prosody (1963)
- Lezioni di letteratura (Lectures on Literature), a cura di Fredson Bowers (1980)
- Lectures on Ulysses (1980)
- Lezioni di letteratura russa (Lectures on Russian Literature) (1981), a cura di Fredson Bowers
- Lezioni sul Don Chisciotte (Lectures on Don Quixote) (1983), a cura di Fredson Bowers

#### Autobiografie e altro
- Parla, ricordo (autobiografia pubblicata nel 1951 come Speak, Memory: A Memoir; riscritta per l'ed. russa Drugie Berega nel 1954, e per la versione definitiva Speak, Memory: An Autobiography Revisited, 1967; nota anche come Conclusive Evidence)
- Intransigenze (Strong Opinions) (1973)
- The Nabokov–Wilson Letters: Letters between Nabokov and Edmund Wilson (1979, prima edizione)
- Nostalgia: lettere 1945-1974 (Perepiska s Sestroi / Переписка с Сестрой) (1984) (corrispondenza con Elena Sikorskaja), tr. ital. e note di Luciana Montagnani, Milano: Archinto, 1999 («Lettere») ISBN 88-7768-009-1
- Carrousel (1987)
- Selected Letters (1989)
- Nabokov's Butterflies, riproduzione della collezione di farfalle (2000)
- Dear Bunny, Dear Volodya: The Nabokov–Wilson Letters, 1940–1971 (2001, edizione definitiva)
- Letters to Véra, a cura di Brian Boyd e Olga Voronina (2014)

### Sceneggiature
- Lolita. Sceneggiatura, collana I grandi tascabili, traduzione di U. Tessitore, Milano, Bompiani, 2001  [1962], ISBN 9788845248078.

## Riconoscimenti
- Premio Oscar
  - 1962 – Nomination Migliore sceneggiatura non originale per Lolita[13]